# ایستگاه اوته‌ماچی

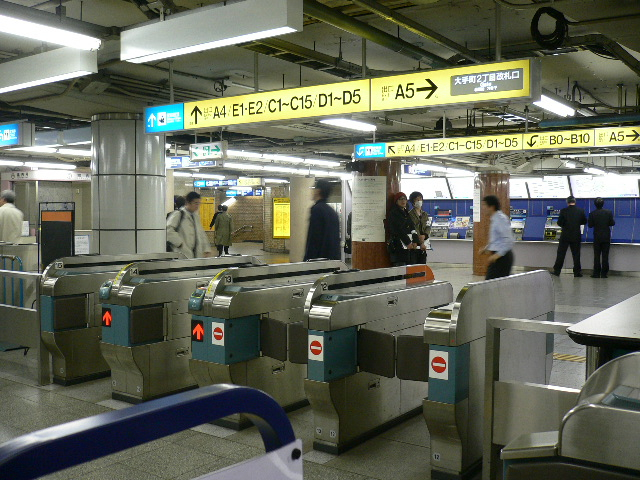
ایستگاه اوته‌ماچی.

ایستگاه اوته‌ماچی (به ژاپنی: 大手町駅, Ōtemachi-eki) ایستگاهی است که در منطقهٔ چیودا در توکیو در ژاپن واقع شده‌است. اوته‌ماچی یک ایستگاه از ایستگاه‌های متروی توکیو و متروی توئی به شمار می‌آید. 

## خط‌هایی که در ایستگاه اوته‌ماچی توقف دارند
- متروی توکیو
  - خط چیودا
  - خط مارونواوچی
  - خط توزای
  - خط هانزومون
- متروی توئی
  - خط میتا